# 해서 (명나라)

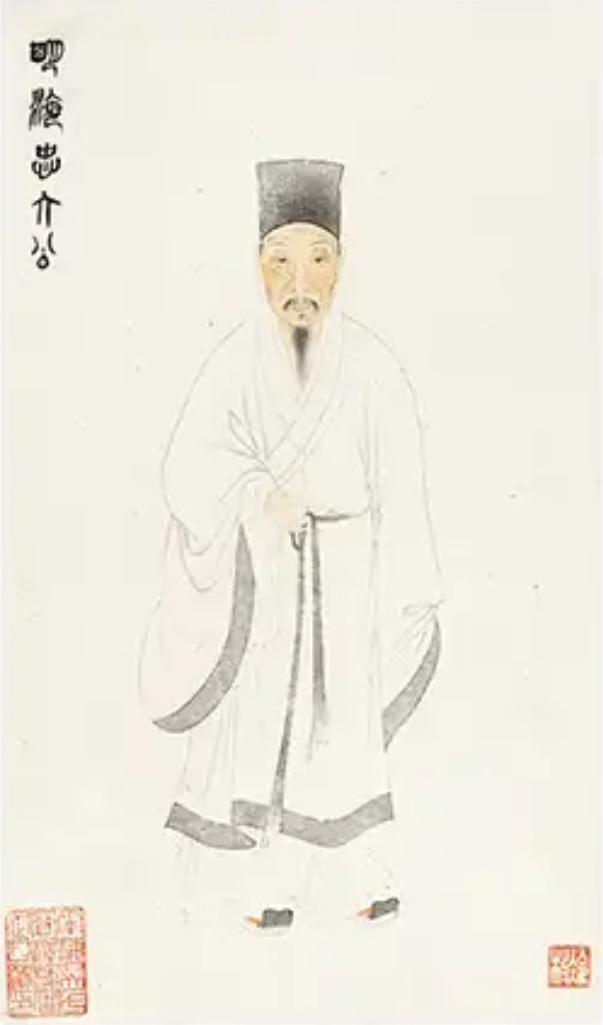
해서

해서(海瑞, 1514년 1월 23일(음력 1513년 12월 27일)~ 1587년 11월 12일(음력 10월 13일))는 명의 유명한 정치가이자 명대의 대표적인 청렴결백한 관리이다. 시호는 충개(忠介)이고 자는 여현(汝賢), 국개(國開)이며, 호는 강봉(剛峰)이다.

## 생애

### 배경
1세조 해구(海俅)는 남송(南宋) 군관이었다. 복건(福建)에서 광동(廣東) 번우(番禺)로 이주하였다. 4대 후손 해손지(海遜之)는 명초 광주(廣州) 어느 위(衛)의 군관이었다. 해손지의 아들 해답아(海答兒)는 홍무(洪武)16년(1383) 광동성(廣東省) 해남(海南)(오늘날 중국 해남성海南省)에서 종군하였고, 경산현(瓊山縣)(오늘날 해남성 해구시海口市 경산구瓊山區)으로 이주하였다. 해답아는 해서의 고조부에 해당한다. 이후 문직으로 전환하여 명문가가 되었다. 조부 해관(海寬)은 경태(景泰)7년(1456) 병자과(丙子科)에 합격하여 거인(擧人)이 되었고, 복건성(福建省) 송계현(松溪縣) 지현(知縣)을 역임했다. 종백부(從伯父) 해징(海澄)은 성화(成化)11년(1475) 을미과(乙未科) 진사(進士)가 되어, 사천도감찰어사(四川道監察御史)가 되었다.
복건성(福建省) 천주부(泉州府) 진강현(晉江縣) 안변(垵邊)에서 태어났다. 가정(嘉靖) 28년(1549) 과거에 급제했고, 여러 지역의 지현(知縣), 주판관(州判官), 호부상서(戶部尙書), 병부상서(兵部尙書), 상서승(尙書丞), 우첨도어사(右僉都御史) 등의 관직을 역임했다. 사람됨이 정직하고 강직하기로 이름이 높아, 직위는 낮을 때부터 명망있는 권력자들에 대한 직언을 서슴없이 했으며, 아첨하여 굽히기를 받아들이지 않았다. 그 명성으로 인해 해필가(海筆架)라는 별명이 붙었고, 후세에 해청천(海靑天)이란 칭호를 붙였는데 이것은 송대의 유명한 판관 포청천에 빗댄 것이다.
가정(嘉靖) 45년(1566) 호부운남사주사(戶部雲南司主事)가 되었다. 가정제(嘉靖帝)가 미신과 무속신앙에 빠져 사치스러운 생활을 즐기는 탓에 조정에 폐단이 넘쳐난다고 직접적으로 비난하는 상소를 올려 명성을 얻었다. 상소를 받은 후 가정제는 몹시 화를 냈다. 하지만 주위 사람들이 해서는 이미 아내와 자식과 이별하고, 하인을 모두 해방시킨 뒤, 직접 관을 사서 죽기만을 기다리고 있다는 말을 하자 탄식하고 감옥에 가두고 끝내 사형을 내리지는 못했다. 이 일은 해서로 하여금 강직한 선비라는 명성을 얻게 되는 계기가 되었다. 같은 해 12월 가정제가 사망하고 융경제(隆慶帝)가 즉위하자 석방되었다. 만력(萬曆) 13년(1585), 남경(南京) 이부우시랑(吏部右侍郞), 남경(南京) 우도어사(右都御史)로 임명되었고, 만력 15년(萬曆) 남경에서 사망했다.

## 같이 보기
- 서계 (인물)
- 해서파관